# Isostola superba
Isostola superba là một loài bướm đêm thuộc phân họ Arctiinae, họ Erebidae.